# بو برنهام
رابرت پیکرینگ بِرنهام یا بو بِرنهام (انگلیسی: Bo Burnham؛ زادهٔ ۲۱ اوت ۱۹۹۰) یک استندآپ کمدین، موزیسین، هنرپیشه، فیلم‌نامه‌نویس، شاعر و کارگردان اهل ایالات متحده آمریکا است. وی از سال ۲۰۰۶ میلادی تاکنون مشغول فعالیت بوده‌است.

## فعالیت حرفه‌ای
برنهام فعالیت خود را با پست کردن ویدئوهایی از خود درحال نواختن گیتار روی تخت در یوتیوب آغاز کرد. ویدئوی «تمام خانواده‌ام فکر می‌کند من گی هستم» (به انگلیسی: My Whole Family (Thinks I’m Gay)) توانست میلیون‌ها بازدید بگیرد و برنهام را به شهرت اینترنتی برساند.

## استندآپ‌های ضبط‌شده
| سال  | نام فیلم            |
| ---- | ------------------- |
| ۲۰۱۰ | Words, Words, Words |
| ۲۰۱۳ | .what               |
| ۲۰۱۶ | Make Happy          |